# Рудо Моріц
Рудо Моріц (словац. Rudo Moric; *27 березня 1921, с. Сучани, Словаччина — †26 листопада 1985, м. Братислава) — словацький письменник, педагог та публіцист. Писав переважно для дітей та юнацтва, редагував педагогічні журнали.

## Біографія
Початкову освіту здобув у рідному селі, згодом навчався в університеті м. Трнава на факультеті філософії. У часи Словацької держави 1939—1944 працював учителем, а між ти був замішаний у справу Словацького антиурядового повстання, за що певний час перебував у німецькій в'язниці. Після окупації Словаччини сталінськими військами 1946—1948 видавав дитячий журнал «Okienko Záhoria».
На поч. 1950-тих остаточно увійшов у довіру комуністичного уряду. 1959 став редактором видавництва Mladé letá, а з 1964 — голова Словацького літературного фонду.
Літературну творчість почав уже після Другої Світової війни. Друкував твори переважно у дитячих журналах та педагогічній пресі. Також автор історичного роману Teraz ho súdia nepriatelia, офіціозних нарисів про антиурядовий заколот 1944, інспірований сталінськими спецслужбами. Зокрема, це оповідання «Остання позиція», де змальовується бій між заколотниками та урядовими військами Словацької держави.

## Переклади українською мовою
Твори Моріца перекладалися в Україні Віктором Грабовським, Дмитром Андрухівим (оповідання «Остання позиція» видано у збірці «Сучасне словацьке оповідання», К., 1984).

## Твори автора в Інтернеті
- «Лісова казка» Рудо Моріц // Переклад з словацької Сергія Панька.
- «Матійків чарівний поїзд» Рудо Моріц // Переклад з словацької Ганни Пашко.